# ミセタカ!
ミセタカ!は、福岡県をエリアにするテレビ朝日（ANN）系列局・九州朝日放送（KBC）で使用されていたマスコットキャラクター。

## 概要
2018年10月1日、開局65周年を記念して、それまでの『きょろぱく』に代わって登場した鷹をモチーフにしたキャラクター。一人称は「ボク」。博多弁とのかけあわせで「〜タカ」とよくつぶやく。
きょろぱく時代とは変わってぬいぐるみや着ぐるみが作成され、KBCの番組やツイッターに頻繁に登場するうえ、「ミセタカ!」の公式ツイッターも登場し、ラジオ・テレビを問わず縦横無尽に登場する。
デザイナーは2020年東京オリンピックのマスコットであるミライトワとソメイティを手掛け、福岡市出身のイラストレーターの谷口亮による。同局の番組を「見せたか～!」「見てほしか～!」という思いが込められている。同時にオフィス・ヒグチによってサウンドロゴも作られた。
この前後から「○○タカ!」という番組やキャッチフレーズも登場しており、テレビでは夕方のニュース番組が『シリタカ!』に、ラジオでは『KBCホークスナイター』『KBCダイナミックホークス』のキャッチフレーズが「カチタカ!」となっている。
なお、きょろぱくは完全に廃されたわけではないようで2023年3月31日までHTTP 404の表示にミセタカ!と共に描かれていた。
しかしミセタカ!は2023年3月31日でキャラクターを引退する事をツイッターで発表。2023年3月31日にKBCから「旅立って」いった。
後任はウサギの耳を模したような、名称不明の『アルファベットの「K」をモチーフにした生き物』で、誇れる「九州」の大地から、顔だけをのぞかせている、とのこと。

## その他の在福局のキャラクター
- テレビ西日本：「てれビー」
- TVQ九州放送：「モニ太」
- RKB毎日放送：「ももピッ!」
- 福岡放送：「ゆめんた」